# Bolívie na zimních olympijských hrách
Bolívie na zimních olympijských hrách startuje od roku 1956. Toto je přehled účastí, medailového zisku a vlajkonošů na dané sportovní události.

## Účast na Zimních olympijských hrách
| Dějiště ZOH            | ZOH      | Vlajkonoš                    | Zlatá medaile | Stříbrná medaile | Bronzová medaile | Celkem |
| ---------------------- | -------- | ---------------------------- | ------------- | ---------------- | ---------------- | ------ |
| 1956 Cortina d'Ampezzo | ZOH 1956 | René Farwig                  |               |                  |                  | 0      |
| 1980 Lake Placid       | ZOH 1980 | Billy Farwig                 |               |                  |                  | 0      |
| 1984 Sarajevo          | ZOH 1984 | nikdo                        |               |                  |                  | 0      |
| 1988 Calgary           | ZOH 1988 | Guillermo Avila              |               |                  |                  | 0      |
| 1992 Albertville       | ZOH 1992 | Guillermo Avila              |               |                  |                  | 0      |
| 2014 Soči              | ZOH 2014 |                              |               |                  |                  | Ne     |
| 2018 Pchjongčchang     | ZOH 2018 | Simon Breitfuss Kammerlander |               |                  |                  | 0      |
| 2022 Peking            | ZOH 2022 | Simon Breitfuss Kammerlander |               |                  |                  | 0      |
| 2026 Milán             | ZOH 2026 |                              |               |                  |                  |        |
| Celkem                 | 7        |                              | 0             | 0                | 0                | 0      |
| Zdroj na Olympedia.org |          |                              |               |                  |                  |        |